# Fegimanra
Fegimanra é um género botânico pertencente à família Anacardiaceae.